# Integrated Pollution Prevention and Control
IPPC (ang.  Integrated Pollution Prevention and Control ) – Dyrektywa Unii Europejskiej nr 96/61/WE z 24 września 1996 r. dotycząca zintegrowanego zapobiegania zanieczyszczeniom i ich kontroli. Dyrektywa IPPC narzuca konieczność uzyskiwania tzw. pozwolenia zintegrowanego na funkcjonowanie w UE instalacji technologicznych, w niektórych, uznawanych za szczególnie uciążliwe dla środowiska, dziedzinach działalności gospodarczej, np. przemysłu. Są to niektóre instalacje technologiczne w ramach: przemysłu paliwowo-energetycznego, chemicznego, mineralnego, metalurgicznego, a również instalacje związane np. z gospodarką odpadami technologicznymi i komunalnymi oraz rolnictwem (m.in. ubojnie, mleczarnie, garbarnie).
Dyrektywa IPPC opiera się na czterech filarach, są to:
1. Zintegrowane podejście do ochrony środowiska i udzielanie pozwolenia zintegrowanego.
2. Najlepsza dostępna technika (BAT - Best Available Technique).
3. Dostęp społeczeństwa do informacji.
4. Kontrola działalności technologicznej.